# Marsopstraße 26 (München)

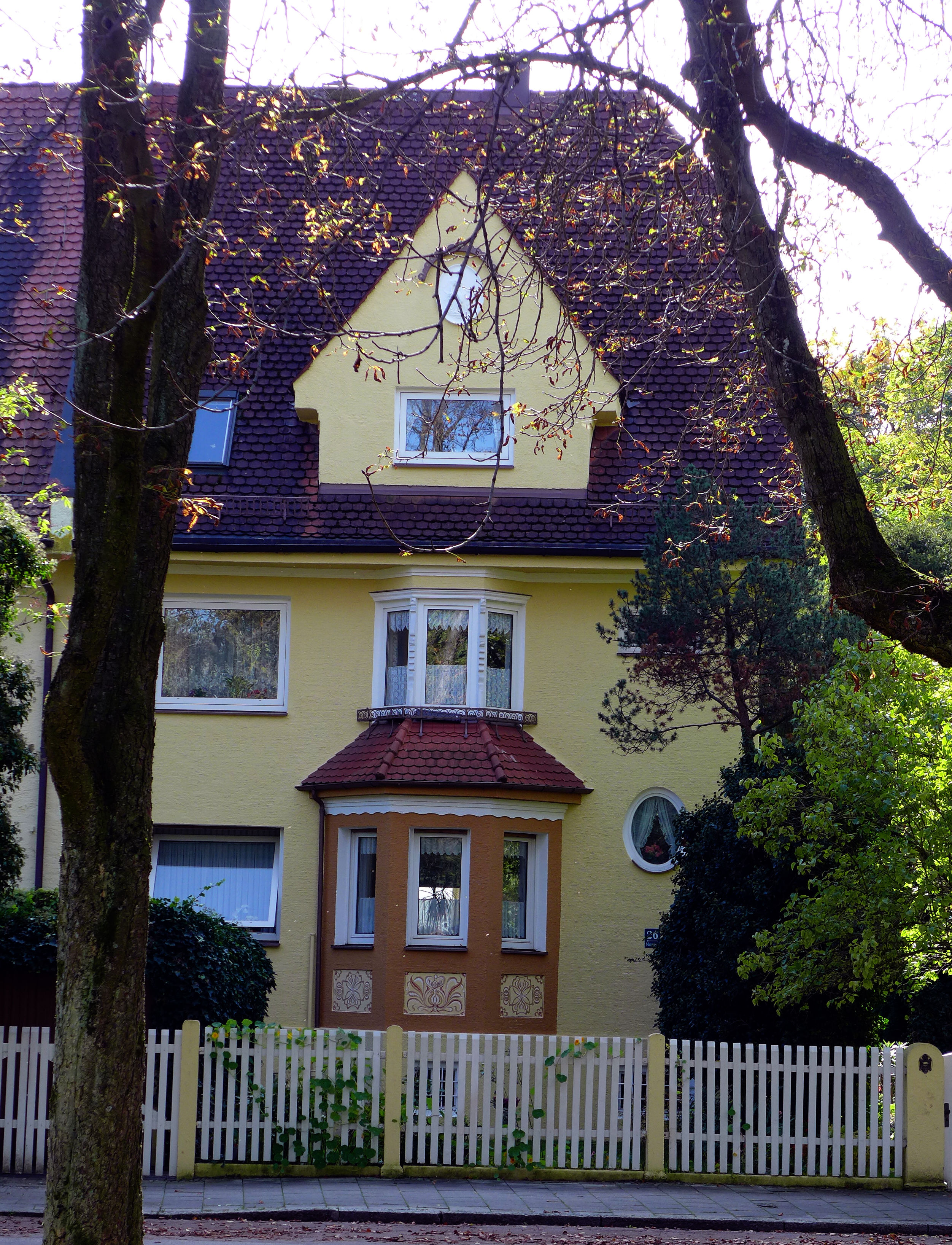
Haus Marsopstraße 26 im Stadtteil Obermenzing von München

Das Gebäude Marsopstraße 26 im Stadtteil Obermenzing der bayerischen Landeshauptstadt München wurde 1910 errichtet. Die Doppelhaushälfte, die zur zweiten Phase der Bebauung der Villenkolonie Pasing I gehört, ist ein geschütztes Baudenkmal.
Der zweigeschossige Krüppelwalmdachbau mit Putzfassade, Zwerchhaus und zentralem Polygonanbau wurde von Edmund Lotterschmid, dem Architekten und Bauherren, errichtet. Durch die Entfernung der Fensterläden und den Einbau von Einscheibenfenstern wurde das äußere Erscheinungsbild des Hauses beeinträchtigt.